# Behaarde langsprietmier
De behaarde langsprietmier (Nylanderia bourbonica) is een mierensoort uit de onderfamilie van de schubmieren (Formicinae). De wetenschappelijke naam van de soort is voor het eerst geldig gepubliceerd in 1886 door Forel.